# Jo van Oosten Slingeland
Wilhelmina Hendrika Johanna Andréa „Jo“ van Oosten Slingeland (* 6. Oktober 1877 in Schoonhoven; † 1. April 1945 in Barneveld) war eine niederländische Zeichnerin und Lithografin.

## Leben
Jo van Oosten Slingeland wurde als Tochter des Advokaten und Wertpapiermaklers Gabriël Leonard van Oosten Slingeland und der Claudine Jacoba Cambier van Nooten geboren. Die Künstlerin To van Oosten Slingeland war eine Nichte. Ausgebildet wurde sie von Agnieta Gijswijt, die an der Amsterdamer Zeichen- und Kunsthandwerksschule für Mädchen unterrichtete, Charles Roskam und Maria Vos. Van Oosten Slingeland war in Schoonhoven, Oosterbeek und Barneveld tätig.
Jo van Oosten Slingeland starb im Alter von 67 Jahren im Dorf Barneveld.

## Werk
Van Oosten Slingeland zeichnete überwiegend florale Motive. Im Jahr 1923 stellte sie mit Jan Schonk im Künstlerdorf Oosterbeek aus. Sie gehörte der Arnhemer Künstlervereinigung Artibus Sacrum an. Das Rijksmuseum Amsterdam verwahrt einige ihrer Werke.
Werke im Besitz des Rijksmuseums Amsterdam

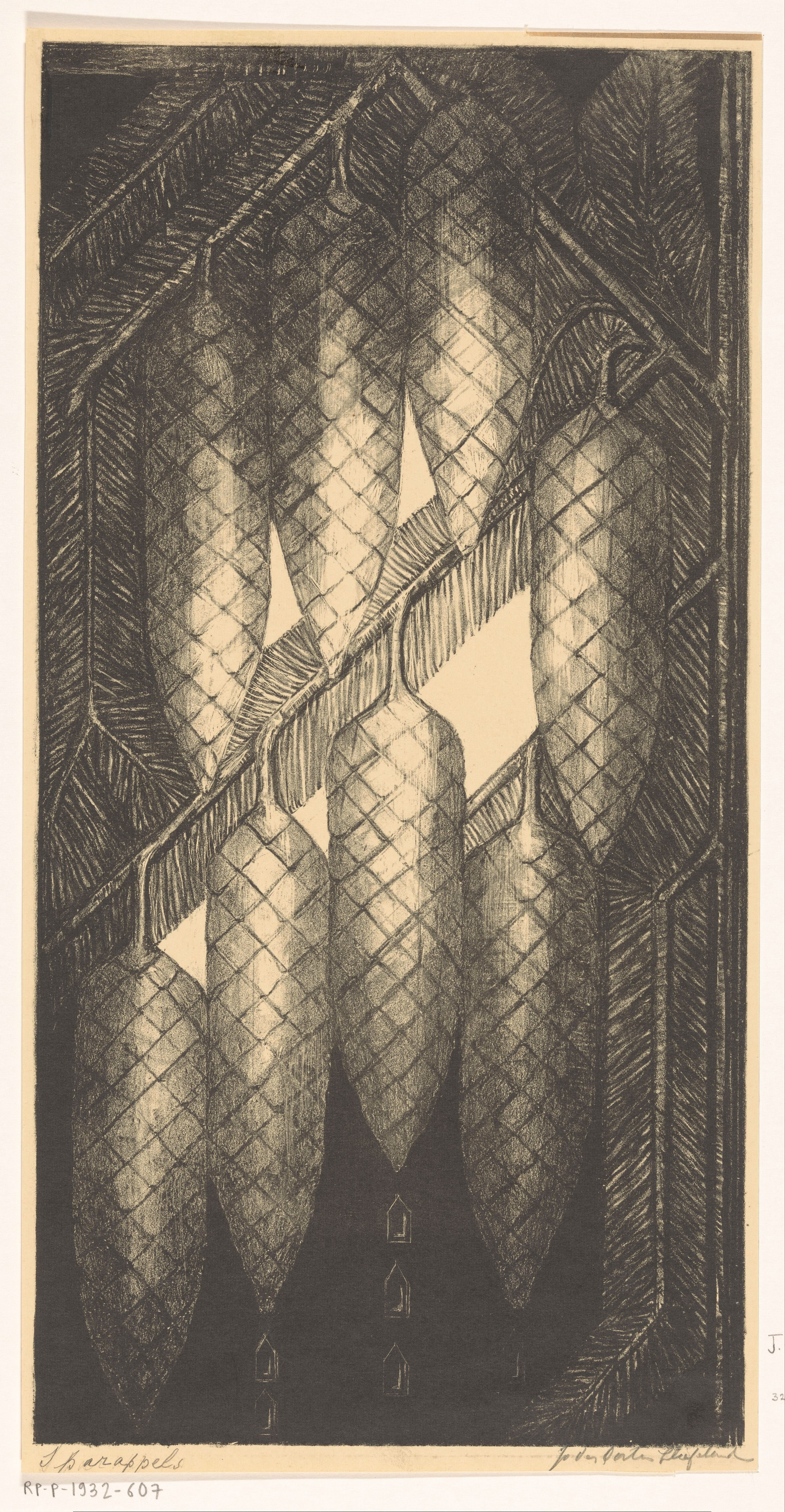
Sparappels
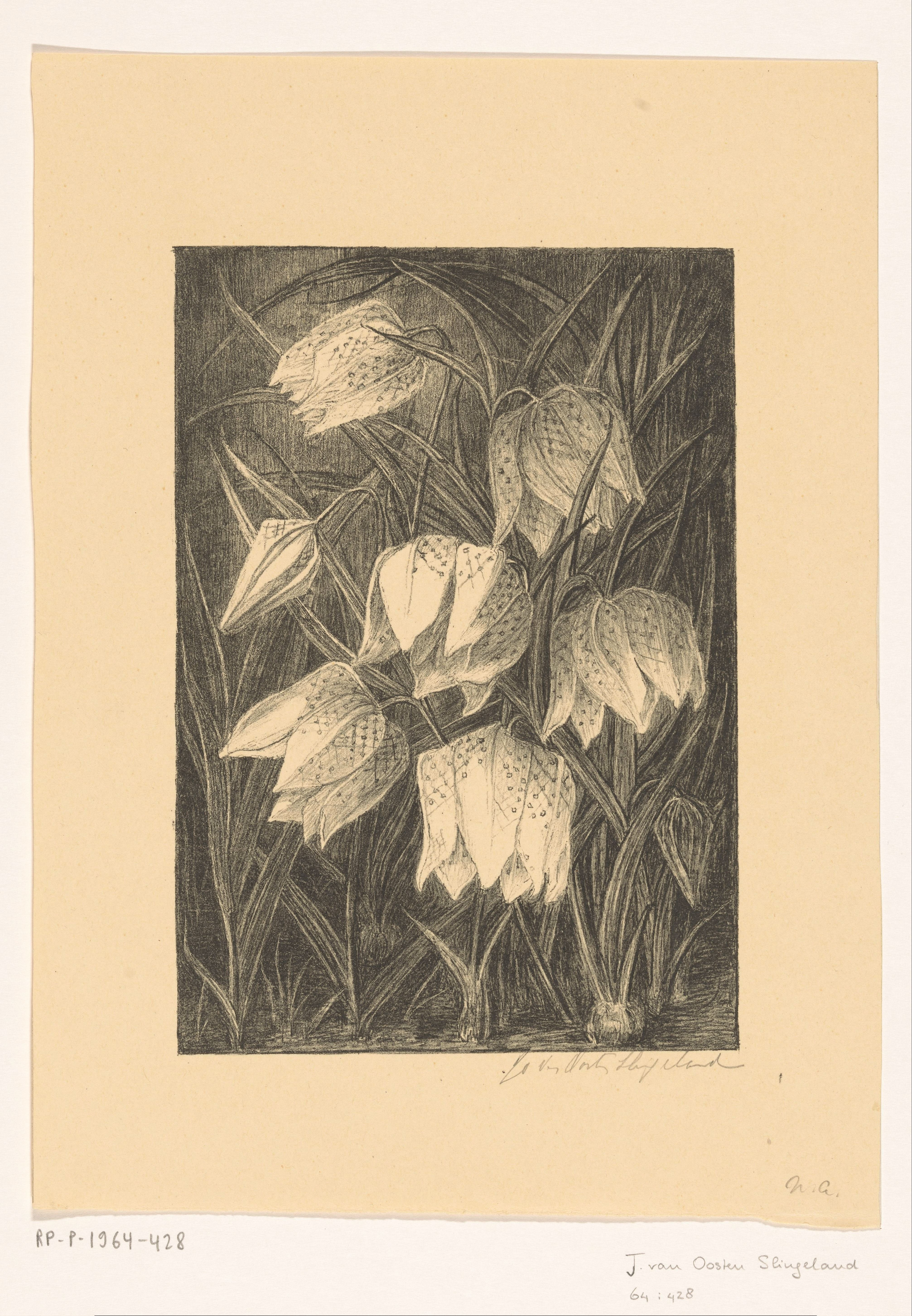
Kievietsbloemen
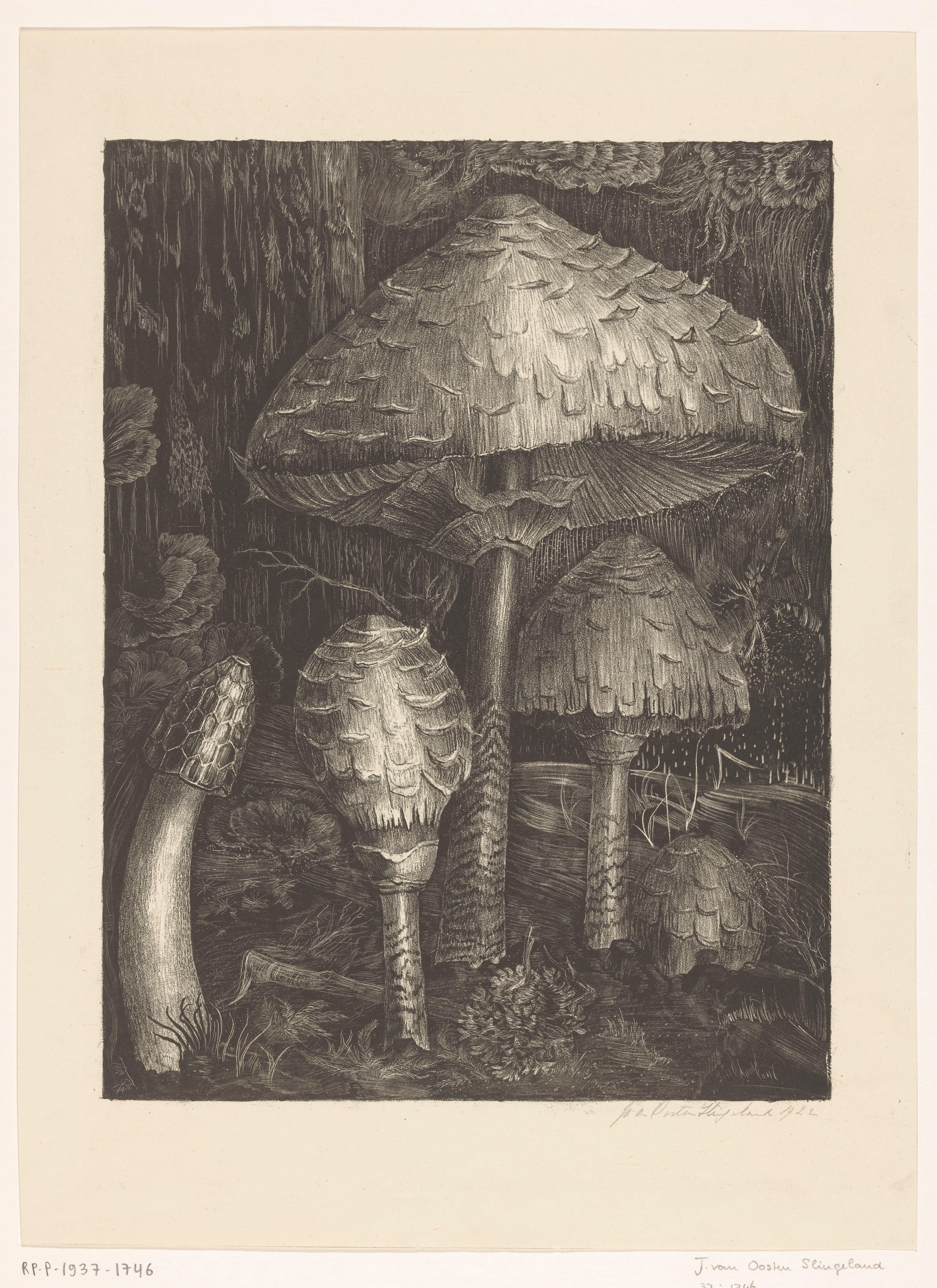
Paddenstoelen

## Belege
1. ↑  Nederland’s Patriciaat. 63 (1977). S. 233–236
2. ↑  Agnieta Cornelia Gijswijt. Biografische Daten im Niederländischen Institut für Kunstgeschichte (niederländisch)
3. 1 2  Jo van Oosten Slingeland. Biografische Daten und Werke im Niederländischen Institut für Kunstgeschichte (niederländisch)
4. ↑  RKDimages: Kunstwerke von Jo van Oosten Slingeland in der Datenbank des Niederländischen Instituts für Kunstgeschichte

| Personendaten    | Personendaten                                                                  |
| ---------------- | ------------------------------------------------------------------------------ |
| NAME             | Oosten Slingeland, Jo van                                                      |
| ALTERNATIVNAMEN  | Oosten Slingeland, Wilhelmina Hendrika Johanna Andréa van (vollständiger Name) |
| KURZBESCHREIBUNG | niederländische Zeichnerin und Lithografin                                     |
| GEBURTSDATUM     | 6. Oktober 1877                                                                |
| GEBURTSORT       | Schoonhoven, Niederlande                                                       |
| STERBEDATUM      | 1. April 1945                                                                  |
| STERBEORT        | Barneveld, Niederlande                                                         |